# Suksilgwa
El suksilgwa es una variedad de hangwa (dulce tradicional coreano) que se elabora cociendo diversas frutas, jengibre o frutos secos en agua y luego dándoles la forma de la fruta original u otra diferente. Los ingredientes se endulzan o recubren con miel o yeot. Suksilgwa significa literalmente ‘frutas cocinadas’ en coreano, en contraposición a saenggwa (생과, ‘frutas frescas’). Se consume en ocasiones muy especiales tales como janch (잔치, festín o banquete) o jesasang (제사상, preparación ceremonial de la mesa para el jesa, culto a los ancestros). Para preparar el plato, se necesita fruta fresca de buena calidad y suelen usarse o frutos secos o piñones. Lo consumían las yangban o familias reales durante la dinastía Joseon Dynasty y el proceso de preparación requería mucho trabajo. El suksilgwa suele servirse con dos o tres clases en un solo plato.

## Variedades
El suksilgwa se divide en dos tipos, ran (란 卵) y cho (초 炒), según el método de preparación. Cada uno de estos términos se afija al ingrediente principal. El tipo ran se prepara machacando los ingredientes cocidos y mezclándolos con miel. La mezcla se moldea con la forma original de la fruta. Por otro lado, el tipo cho se fríe en sartén sin machacarlo.
- Yullan (율란), castañas machacadas y hervidas mezcladas con miel.
- Joran (조란), azofaifo machacado y hervido mezclado con miel.
- Gangran (강란, 생란), hecho con jengibre machacado.
- Yulcho or bamcho (율초, 밤초), castañas fritas.
- Daechucha (대추초), azofaifo frito.